# Mucomir Bridge
Die Mucomir Bridge, auch Bridge of Mucomir, ist eine Straßenbrücke in der schottischen Ortschaft Gairlochy in der Council Area Highland. 1971 wurde die Brücke in die schottischen Denkmallisten in der höchsten Denkmalkategorie A aufgenommen.

## Geschichte
Mit der Einrichtung des Kaledonischen Kanals durch den Great Glen wurde der Lauf des aus Loch Lochy abfließenden Lochy für wenige hundert Meter in ein künstliches Bett verlegt, um sein ursprüngliches Bett als Teilstück des Kanals nutzen zu können. Hierbei wurde ein rund 600 Meter langes, nach Süden führendes Flussbett geschaffen, das über einen Wasserfall weiter flussaufwärts als zuvor mit dem Spean vereinigt wurde.
Als Lochy-Querung wurde kurz vor der Vereinigung mit dem Spean die Mucomir Bridge eingeplant. Für ihre Planung zeichnet Thomas Telford als leitender Ingenieur des Kanalbaus verantwortlich. John Simpson und John Cargill führten den Bau aus. Später wurde die Mucomir Bridge um einen dritten, kleineren Bogen ergänzt. Die Errichtung des Wasserkraftwerks Mucomir direkt vor der Brücke in den 1950er und 1960er Jahren erforderte eine Modifikation des Flussbetts. Um dem Schwerlastverkehr im Zuge des Kraftwerksbaus führen zu können, wurde die Brücke durch Betonverstärkungen ertüchtigt.

## Beschreibung
Der Mauerwerksviadukt überspannt den Lochy an dessen Mündung in den Spean mit drei ausgemauerten Segmentbögen. Von diesen weisen die Zentralbögen Spannen von jeweils 15,8 Metern auf. Mit 7,3 Metern ist der später ergänzte dritte Bogen deutlich kleiner dimensioniert. Das Mauerwerk der Mucomir Bridge besteht aus Naturwerkstein, der zu einem Schichtenmauerwerk aufgemauert wurde. Entlang der Flanken erstrecken sich halbrunde Strebepfeiler, die mit blinden, kreuzförmigen Schießscharten ornamentiert sind.